# 요제프 음바레크
요제프 음바레크(독일어: Joseph M'Barek, 1986년 5월 28일 ~ )는 독일의 배우이다. 형 엘리아스 음바레크 또한 배우이다.